# San Román de Sau

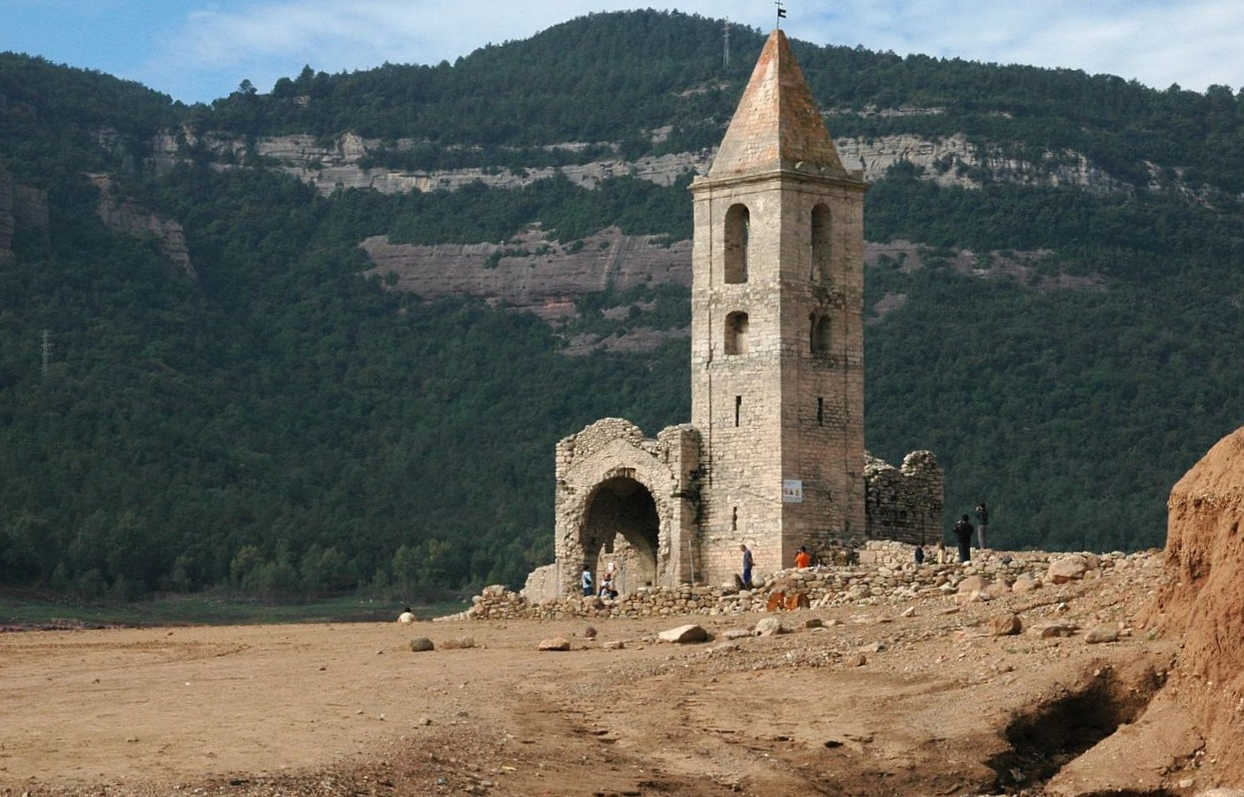
La iglesia de San Román, en octubre de 2005

San Román de Sau (en catalán Sant Romà de Sau) es una entidad de población del municipio español de Vilanova de Sau, en la provincia de Barcelona.
Sus orígenes sitúan a la población de Sau en el 917. La parroquial fue construida en el siglo XI. La actual población se formó cuando el 1963 se construyó el embalse de Sau que cubriría el antiguo poblado. A pesar de estar prácticamente abandonado  desde 1860, dónde se notificó que la parroquia estaba deshabitada, contaba con unas cuantas masías, un puente románico y una parroquial (actualmente parcialmente derribada) que reaparece en épocas de sequía.

## Iglesia de San Román de Sau
La iglesia de estilo románico lombardo está datada en el siglo XI. Es de una sola nave orientada de levante a poniente con ábside y arcos lombardos a la banda norte. Tiene adosado un campanario de tres pisos con ventanas geminadas de capitel liso en el segundo piso, horquillas lombardas y dientes de sierra. Las ventanas del tercer piso son de arcos de medio punto y la cubierta es a cuatro vertientes. En los finales del siglo XIX, se cambió la orientación del templo, derribando completamente el ábside y modificando la fachada trasera.
Está medio desprendida por unas reformas realizadas en épocas de sequía; reformas durante las cuales se arregló el campanario y se derribaron la portada que estaba medio hundida y las capillas anexas por peligro de derrumbe. Actualmente se hace difícil distinguir el cuerpo de la iglesia primitiva de las edificaciones posteriores anexas a ella. En el muro de tramontana se conservan horquillas lombardas encima los cuales cambia el aparato constructivo que hasta aquel punto era de piedra bien empalmada y aglutinada y después es de guijarros de río, probablemente del río Ter. A poniente hay una ventana cuadrada y tapiada. El ábside está prácticamente hundido.

## Historia
La iglesia vieja fue consagrada en 1062 y pertenece al  estilo románico lombardo, el cual se intenta asimilar a la catedral de Vic. Se vio muy afectada por un terremoto del siglo XV y posteriormente fue reformada y ampliada, como se puede ver por la diferencia de aparato constructivo. Desde la construcción del pantano de Sau en la década de 1960, permanece anegada bajo las aguas, pero en épocas de sequía reemerge a la superficie. Junto al pueblo se encontraba la ermita de San Vicenç Verders, obra del prerrománico del sigo VIII que fue trasladada al bosque de Can Deu, Sabadell en 1973 aprovechando una sequía.
Cerca de la presa del embalse de Sau, en un pequeño montículo en la parte derecha del río, se construyó a partir del 1951 la nueva iglesia de San Román, obra del arquitecto Josep Maria Pericas, donde se ubicaban los chalés de los ingenieros y algunas casas de los dirigentes de las obras. El lugar formaba un pequeño núcleo residencial, actualmente abandonado. Responde a un estilo ecléctico con mucho uso de la piedra sin pulir, rasgo característico de la obra de Pericas.
En 1955, Ignacio F. Iquino rodó una gran parte de la película Camino cortado en el pueblo antiguo. Las imágenes son un excepcional documento gráfico del pueblo ya abandonado, previo a la inundación, todavía con todas las casas intactas (incluso con vistas de sus interiores), las calles empedradas, los caminos, el puente románico sobre el río Ter y los campos de los alrededores, incluyendo la represa y una vista general del nuevo pueblo.